# Лудогорие
Лудогорието е историко-географска област в Североизточна България.

## Наименование
В миналото областта се е наричала Делиорман (на турски: Deli Orman), в буквален превод Луда гора (до 29 юни 1942 г. Дели орман, Дели-орман), след което за кратко е била преименувана в Полесие (до 23 юли 1942 г.) което не успява да се наложи, и отново е била наричана Делиорман (до 14 март 1950 г.). В 1950 г. турското име е преведено в новото официално име – Лудогорие. Често името на областта се произняся членувано Лудогорието, Делиорманът.

## География
Лудогорието представлява обширно плато в източната част на Дунавската хълмиста равнина. Територията на Лудогорието е 2637,6 квадратни километра. Включва градовете Каолиново, Исперих, Кубрат, Завет, Търговище, Попово, Дулово, Главиница, Вълчи дол, а Разград се намира на западната граница на областта. Намира се на надморска височина между 250 и 350 m.
На североизток и изток постепенно преминава в Добруджа. Северната граница минава по линията Тутракан – северното течение на Суха река при преминаването ѝ на румънска територия като тук граничи с дунавското побрежие в област, наречена Елията. На запад достига до долините на реките Бели Лом и Топчийска, а на изток до Франгенското плато. Южната граница започва от Разградските и Самуиловските възвишения до долината на Бресташка река.
През Лудогорието преминават реките Война, Царацар, Сенковец, Канагьол, Караман дере и други.

## История
Историографията приема, че класическото име на областта Делиорман е останало от куманите и е известно още преди идването на османските турци. Названието се появява през XII век под формата Телеорман в съчиненията на византийския историк Йоан Кинам. По времето на нашествието си османските турци са наричали областта Агач денизи (на турски: горско море). За пръв път названието Делиорман е употребил дубровничанинът Павел Джорджич. В една записка от 1595 година до трансилванския княз Стефан Батори обяснява:
| „                     | След Добруджа иде областта Делиорман, наречена така поради големите гори и изобилната растителност, която покрива цялата област, с изключение на градовете и лозята. Тази област е много обширна. В Делиорман се намират селищата Шумен, Преслав, Разград, Червен, Русе, Силистра, които в по-голямата си част са населени с християни. | “ |
| П. Петров, 1972,с.240 | |   |

 Географът Хаджи Калфа през 17 век определя границите на областта така:
| „                        | Около Шумен има още два окръга, именно окръг Делиорман, който обгръща много села между Шумен, Силистра и Разград. Тези села нямат никакви градини, и Добруджа, която се простира покрай Дунава от Силистра надолу. | “ |
| Ст. Аргиров, 1938, с. 86 | |   |

До XVIII век районът е покрит с гъсти гори, които се сливат с тези на Стара планина. Много от горите вече са изсечени и единствената река, която минава оттам е Бели Лом.
Първи научни сведения за областта дава през 1891 година Карел Шкорпил. Изследване на областта във връзка с водоснабдяването ѝ е публикувал през 1923 година Георги Бончев. Шест години по-късно в 1929 година Стефан Бобчев публикува свое изследване за делиорманските турци и казълбашите. След няколкогодишно теренно проучване Васил Маринов през 1941 г. издава своя капитален труд „Делиорман – областно географско изучване, южна част“, която тогава е била в пределите на България. Северната част до Крайовската спогодба от 1940 година е в пределите на Румъния и се числи към т.нар. Четириъгълник.

## Почви и климат
Платото е изградено от варовици и мергели, върху тях льос. Почвите са черноземи, лесивирани и файоземи. Климатът е умереноконтинентален.

## Флора и фауна
Районът в миналото е бил покрит от обширни широколистни гори от летен дъб, зимен дъб, благун, цер, които в наши дни са фрагментирани в резултат на изсичането им. Районът е богат на едър и дребен дивеч и на птиче многообразие. В областта се намират ловните стопанства „Воден“ и „Паламара“.

## Икономика
От полезните изкопаеми се добиват каолин, огнеупорни глини, слюда и кварцов пясък.